# مكلنبورغ فوربومرن
مكلنبورغ فوربومرن أو مِكلِنبُرغ فُربُمَرن (بالألمانية: Mecklenburg-Vorpommern) إحدى ولايات ألمانيا الست عشرة. كانت قبل الوحدة الألمانية إحدى ولايات جمهورية ألمانيا الديمقراطية. تشكل أراضي دولة مكلنبورغ التاريخية معظم الولاية.

## الجغرافيا
تقع مكلنبورغ فوربومرن في شمال ألمانيا على بحر البلطيق. يحدها من الجنوب براندنبورغ ومن الغرب شليسفيغ هولشتاين وساكسونيا السفلى ومن الشرق بولندا.
طبيعة مكلنبورغ فوربومرن سهلية بشكل عام. أعلى مرتفعات هي جبال هالبيتر (179 متراً). أهم الجزر التابعة للولاية روغن واوزيهدوم. توجد في غرب الولاية عشرات البحيرات أهمها بحيرة شفيرين.

## التقسيم السياسي وأهم المدن
تقسم الولاية إلى 12 دائرة قروية و 6 دوائر مدنية.
مدينة روستوك الساحلية هي أكبر مدن ولاية مكلنبورغ فوربومرن (198.303 نسمة في عام 2003) تليها العاصمة شفيرين (97.694 نسمة في عام 2003). مدن أخرى: فيسمار وغرايفسفالت.

## الاقتصاد والبنية التحتية
تعد مكلنبورغ فوربومرن الاقل صناعة بين ولايات ألمانيا. بعد ساكسونيا أنهالت تعاني الولاية من أعلى نسبة بطالة بألمانيا.
ميناء روستوك هو أحد أهم موانئ ألمانيا وهناك أحواض لبناء السفن. تزدهر السياحة خاصة في فصل الصيف في المدن والمنجعات الساحلية.
يوجد مطار في كل من روستوك وشفيرين.

## التعليم والثقافة
جامعة روستوك وجامعة غرايفسفالت هما أكبر الجامعات بالولاية.
إلى جانب اللغة الألمانية يتحدث جزء من أهل مكلنبورغ فوربومرن اللغة الألمانية السفلى (Plattdeutsch).

## معرض صور

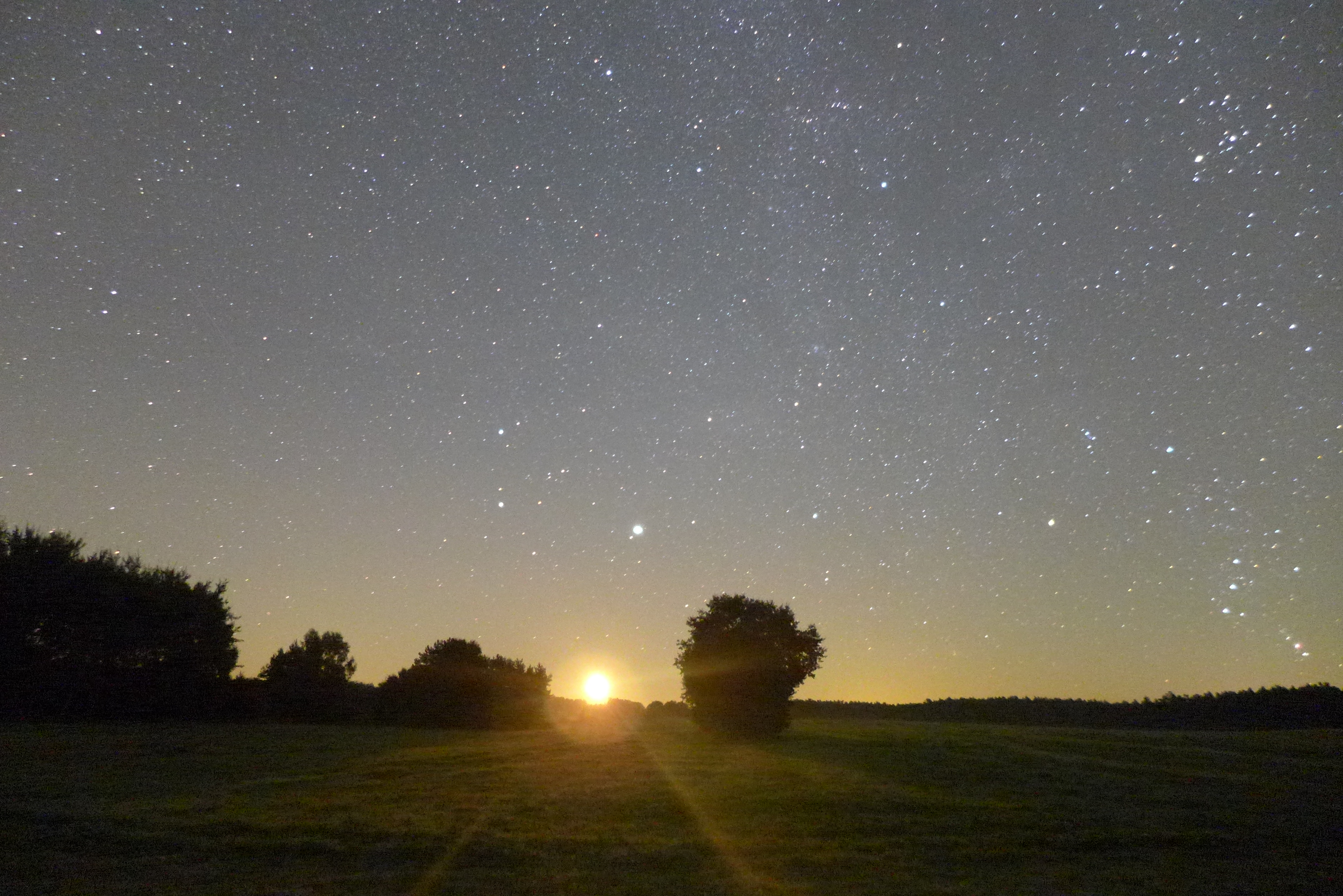
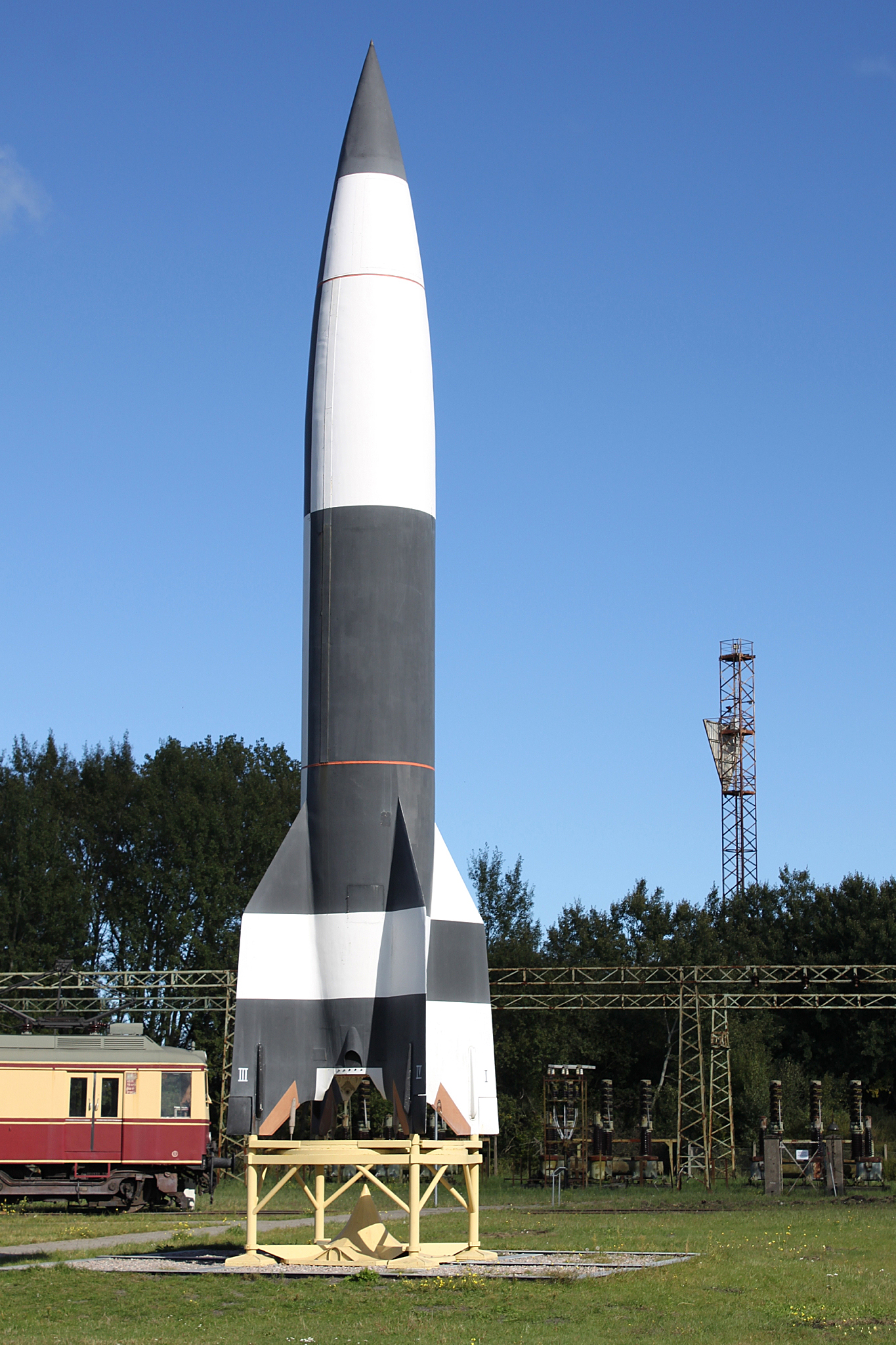
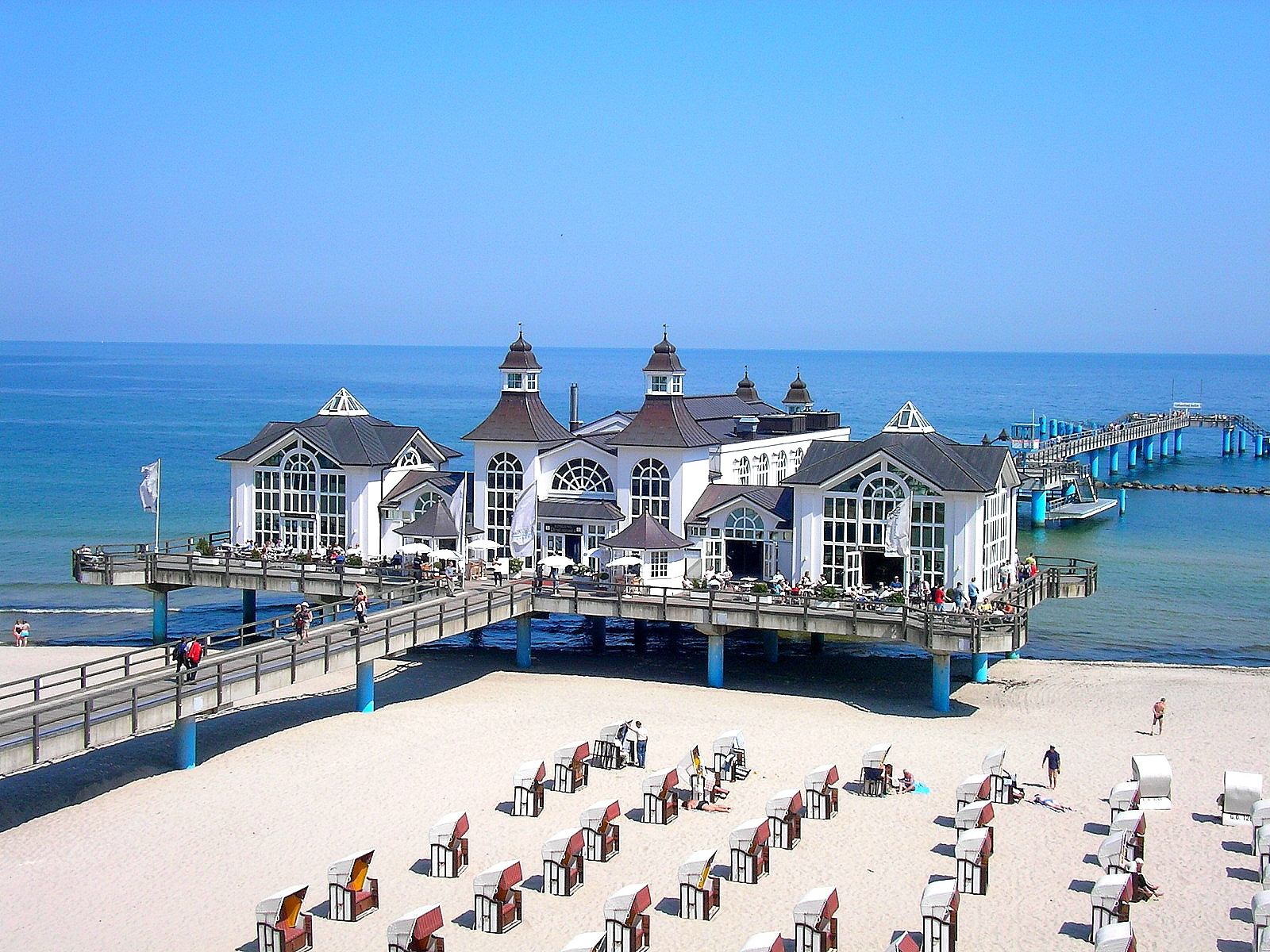
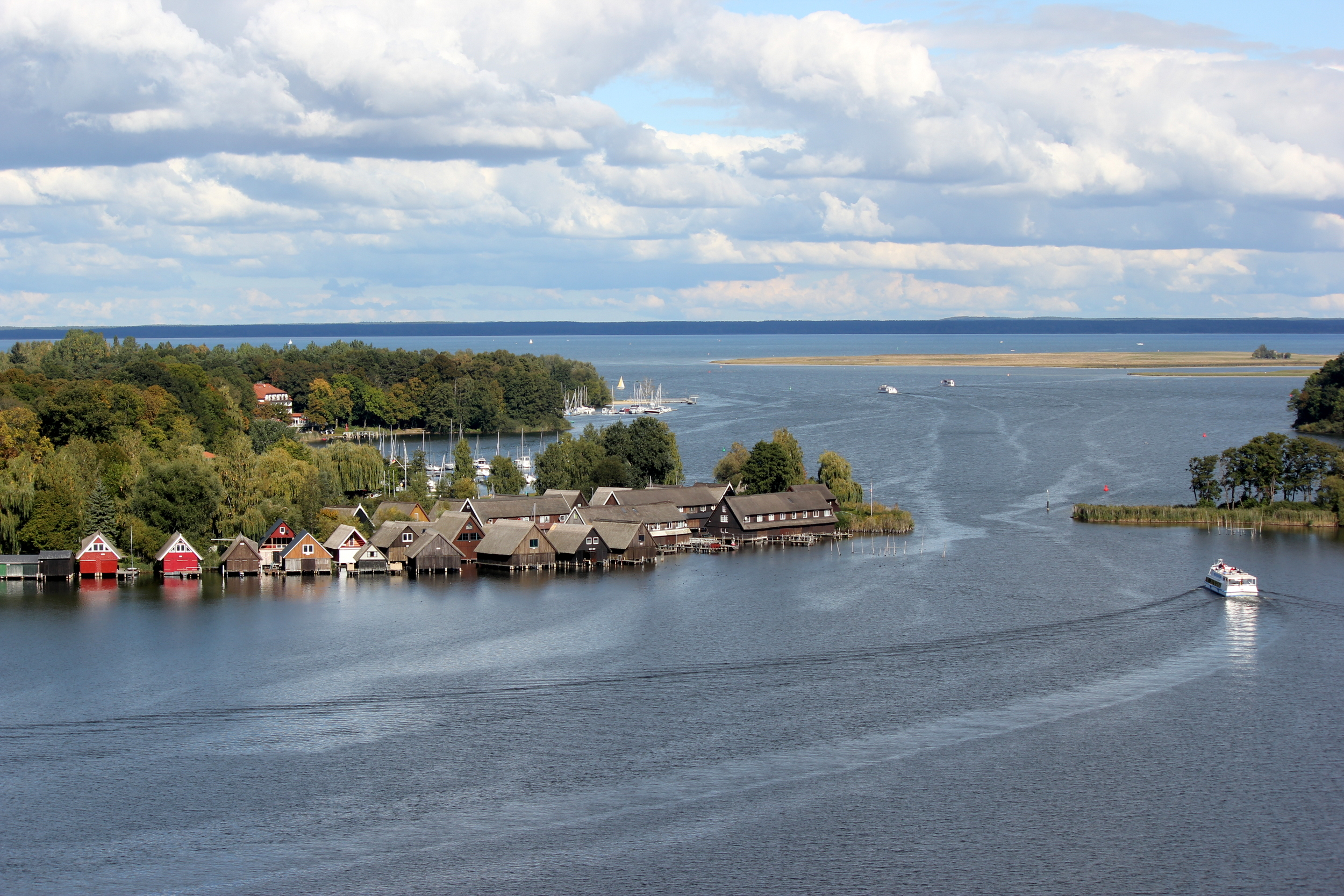

## مواقع إلكترونية
موقع مكلنبورغ فوربومرن الرسمي: مكلنبورغ فوربومرن  [محل شك]

## أعلام
- لودويغ غوتهارد كوزجارتن

## وصلات خارجية
- روغن جوهرة بحر اللطيق  دويتشة فيله العربي .